# Pin-upgirl

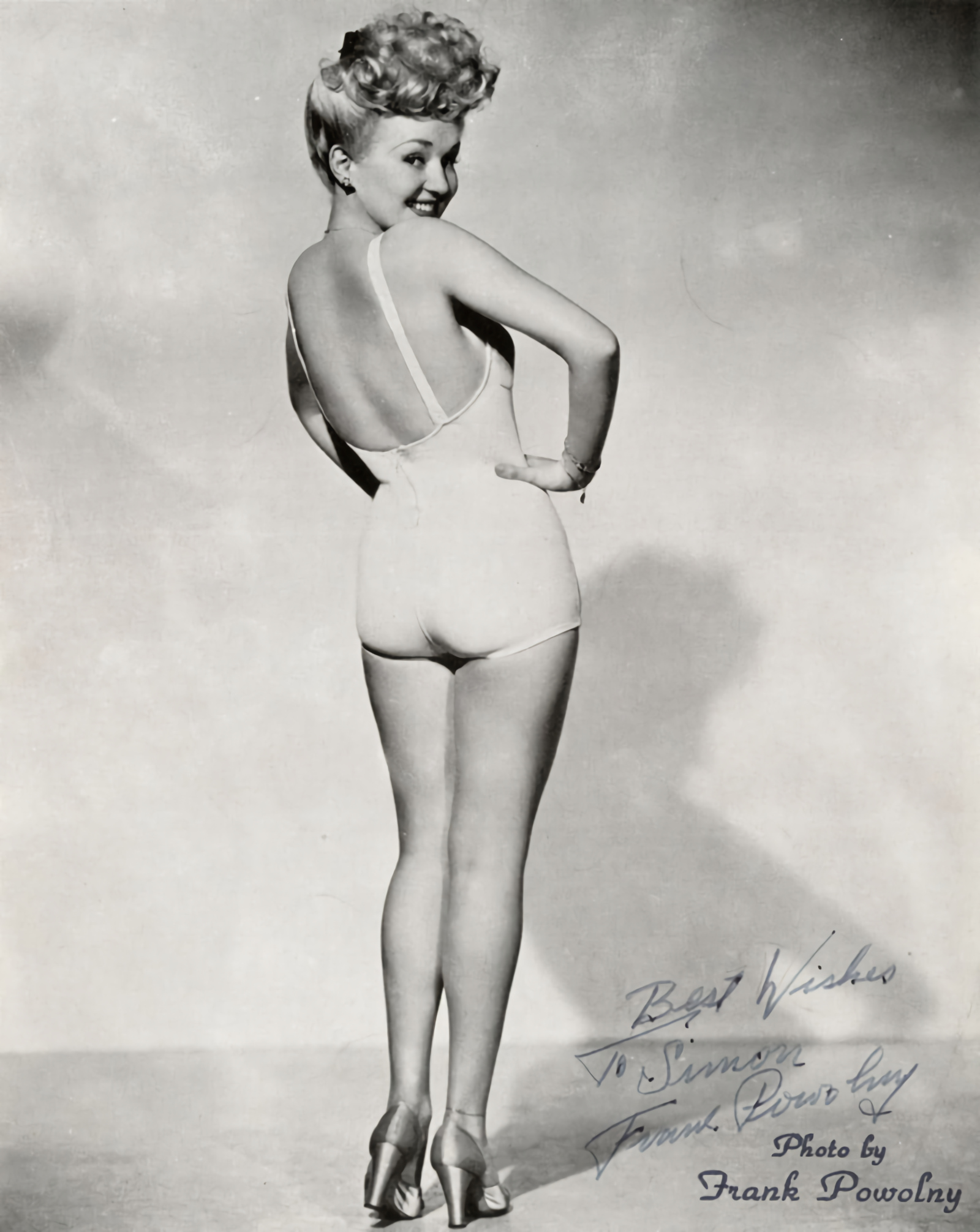
Betty Grable's pin-upgirl-foto

Een pin-upgirl, ook pin-upmodel, is een vrouw van wie foto's met een pikante uitstraling worden gemaakt. De naam is afgeleid van het opprikken op de muur van een afbeelding van een schaars geklede actrice of fotomodel.
Deze afbeeldingen worden meestal uitgeknipt uit tijdschriften of kranten, terwijl ook ansichtkaarten of affiches daarvoor gebruikt worden.
Een van de bekendste pin-upgirls was Betty Grable, haar foto's waren populair bij de soldaten in de Tweede Wereldoorlog. Heel bekend werden de tussen 1922 en 1942 door Enoch Bolles geschilderde omslagen op het maandblad Film Fun.

## Bekende pin-upgirls
alfabetisch

### tussen 1910 en 1920

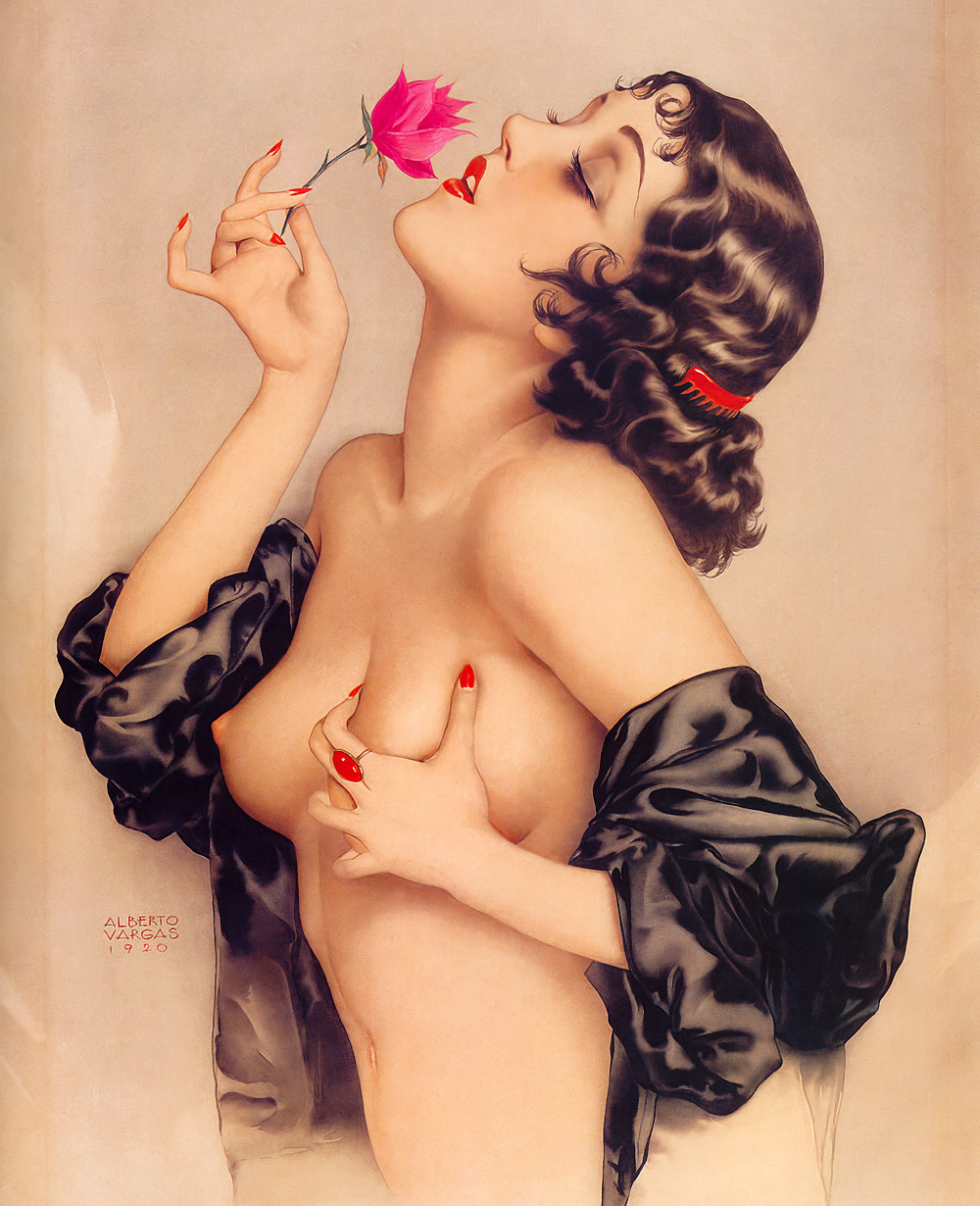
Olive Thomas, 1920

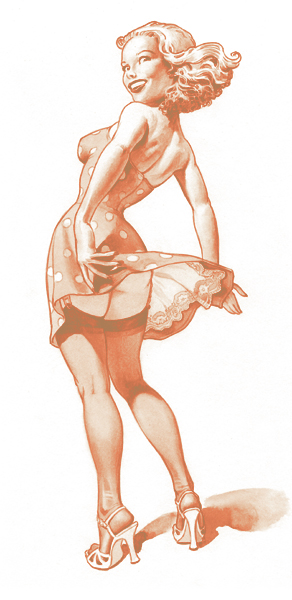
Prototype van een pin-upgirl

- Vilma Bánky
- Belle Bennett
- Clara Bow
- Mary Brian
- Louise Brooks
- Camille Clifford
- Betty Compson
- Bebe Daniels
- Marion Davies
- Billie Dove
- Ruth Etting
- Barbara Kent
- Bessie Love
- Barbara La Marr
- Colleen Moore
- Mae Murray
- Nita Naldi
- Alla Nazimova
- Pola Negri
- Anita Page
- Lillian Gish
- Mary Pickford
- Gloria Swanson
- Lilyan Tashman
- Olive Thomas
- Alice White

### rond 1930

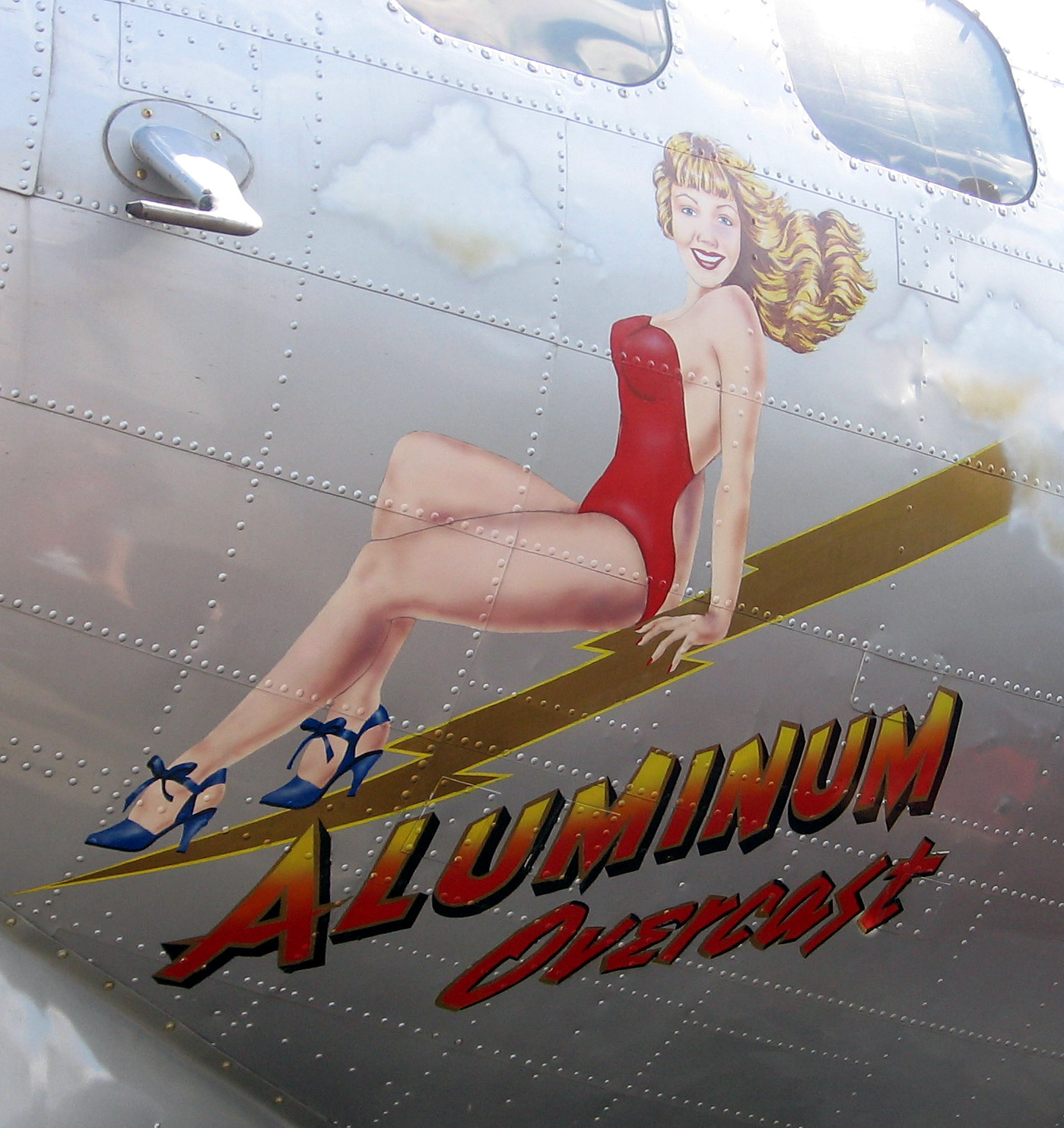
Afbeelding op vliegtuig "Aluminum Overcast".

- Annabella
- Joan Blondell
- Virginia Bruce
- Joan Crawford
- Marlene Dietrich
- Dolores del Río
- Irene Dunne
- Greta Garbo
- Jean Harlow
- Sonja Henie
- Ruby Keeler
- Gypsy Rose Lee
- Carole Lombard
- Myrna Loy
- Sally Rand
- Ginger Rogers
- Barbara Stanwyck
- Thelma Todd
- Lupe Vélez
- Mae West
- Toby Wing

### rond 1940

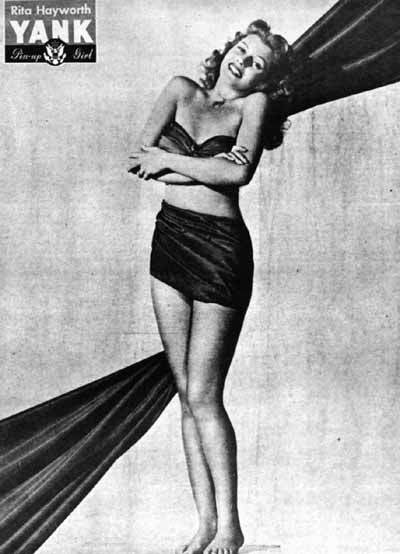
Rita Hayworth

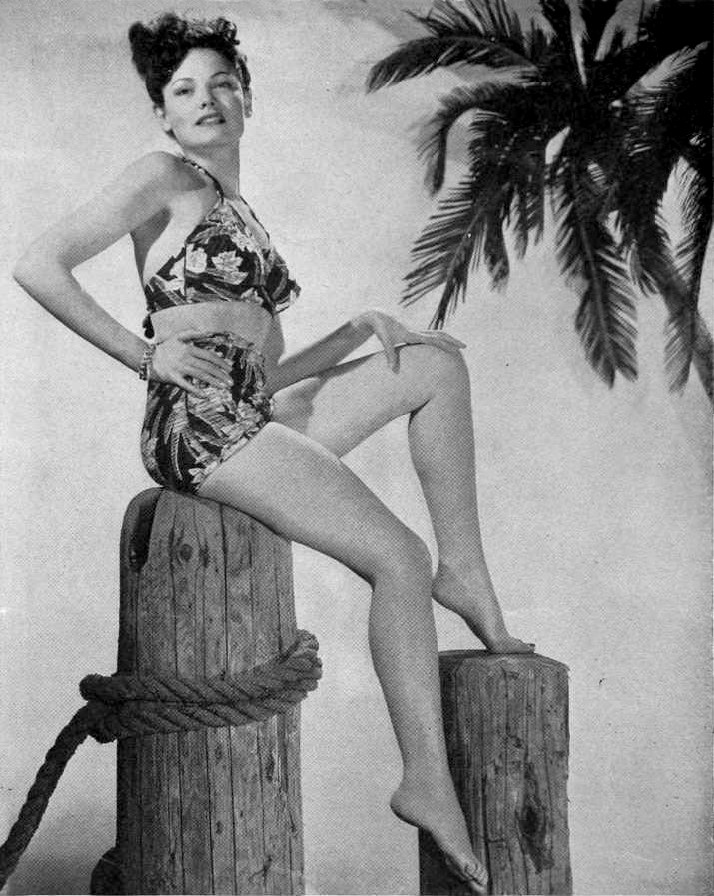
Gene Tierney

- Lauren Bacall
- Diana Barrymore
- Ingrid Bergman
- Vivian Blaine
- Linda Darnell
- Bette Davis
- Yvonne De Carlo
- Gloria De Haven
- Olivia de Havilland
- Deanna Durbin
- Lisa Fonssagrives
- Ava Gardner
- Judy Garland
- Betty Grable
- Kathryn Grayson
- Jane Greer
- Anne Gwynne
- Susan Hayward
- Rita Hayworth
- June Haver
- Lena Horne
- Candy Jones
- Veronica Lake
- Hedy Lamarr
- Dorothy Lamour
- Carole Landis
- Joan Leslie
- Viveca Lindfors
- Marilyn Maxwell
- Marie McDonald
- Ann Miller
- Carmen Miranda
- Maria Montez
- Gloria Nord
- Maureen O'Hara
- Frances Rafferty
- Ella Raines
- Donna Reed
- Jane Russell
- Olga San Juan
- Ann Savage
- Ann Sheridan
- Alexis Smith
- Gene Tierney
- Lana Turner
- Esther Williams
- Marie Wilson
- Shelley Winters

### rond 1950

Pin-up-Girl in Blauw

- Pier Angeli
- Carroll Baker
- Brigitte Bardot
- Candy Barr
- Virginia Bell
- Betty Brosmer
- Jeanne Carmen
- Cyd Charisse
- Mara Corday
- Hazel Court
- Dagmar (actrice)
- Dorothy Dandridge
- Sandra Dee
- Faith Domergue
- Diana Dors
- Anita Ekberg
- Gloria Grahame
- Myrna Hansen
- Barbara Hale
- Allison Hayes
- Betty Hutton
- Eartha Kitt
- Joi Lansing
- Gina Lollobrigida
- Sophia Loren
- Jayne Mansfield
- Irish McCalla
- Marilyn Monroe
- Elizabeth Montgomery
- Cleo Moore
- Barbara Nichols
- Sheree North
- Kim Novak
- Maila Nurmi
- Bettie Page
- Suzy Parker
- Barbara Payton
- Barbara Rush
- Sabrina
- Gia Scala
- Lili St. Cyr
- Tempest Storm
- Märta Torén
- Mamie Van Doren

### rond 1960
- Ursula Andress
- Claudia Cardinale
- Pamela Green
- Tina Louise
- Ann-Margret
- Margaret Nolan
- June Palmer
- Twiggy
- June Wilkinson

### rond 1970
- Loni Anderson
- Catherine Bach
- Adrienne Barbeau
- Barbi Benton
- Jacqueline Bisset
- Farrah Fawcett
- Cheryl Ladd
- Peggy Lipton
- Julie Newmar
- Suzanne Somers
- Cheryl Tiegs
- Raquel Welch

### rond 1980
- Christie Brinkley
- Samantha Fox
- Monique Gabrielle
- Tawny Kitaen
- Kelly LeBrock
- Heather Locklear
- Linnea Quigley
- Heather Thomas

### rond 1990
- Kelly Brook
- Cindy Crawford
- Carmen Electra
- Linda Evangelista
- Cindy Margolis
- Jenny McCarthy
- Claudia Schiffer
- Alicia Silverstone
- Anna Nicole Smith

### rond 2000

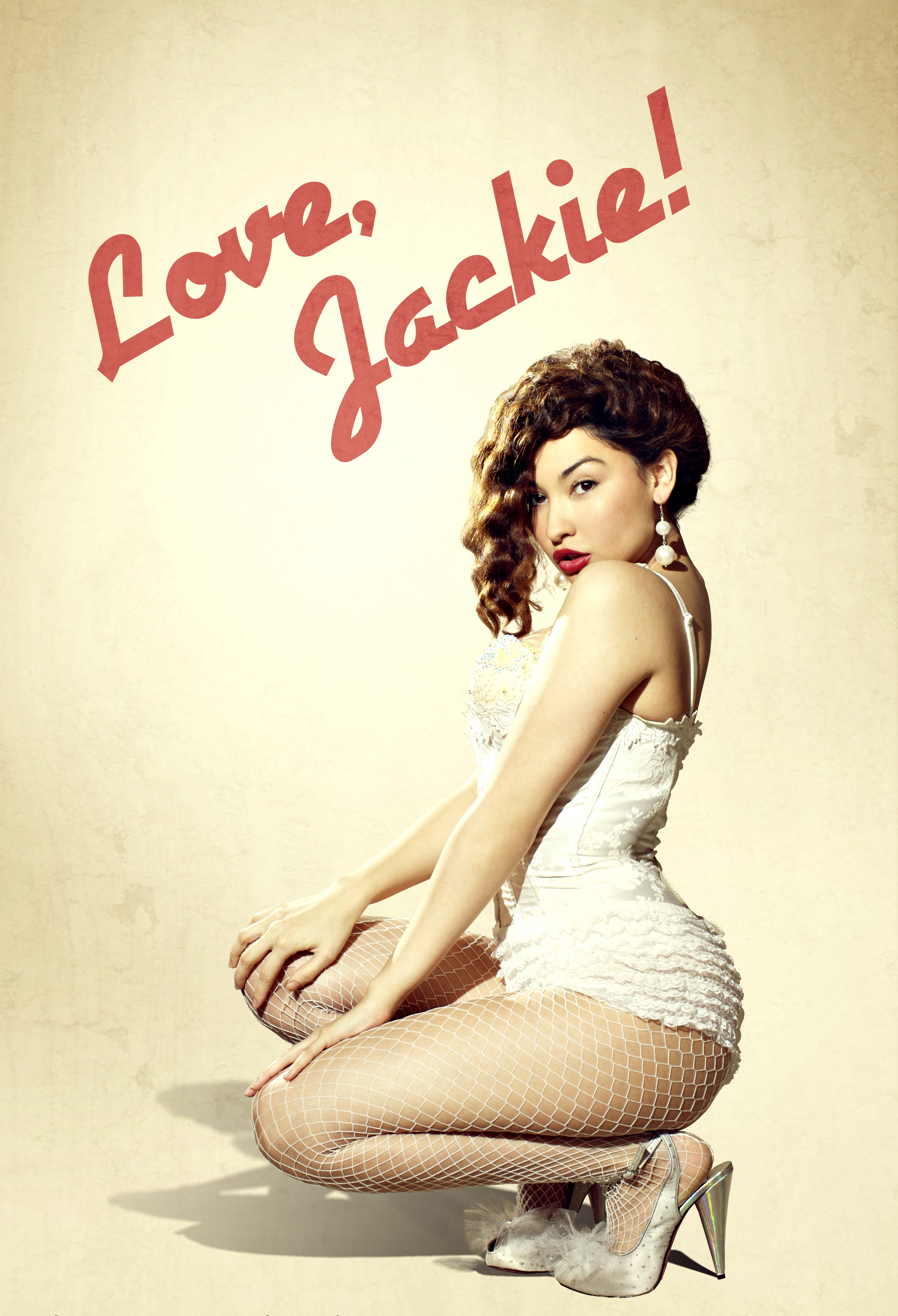
Zangeres Jackie Martinez

- Loulou von Brochwitz
- Jami Deadly
- Bernie Dexter
- Ava Elderwood
- Eva Green
- Jodi Kronmann
- Masuimi Max
- Miss Mosh
- Heidi Van Horne
- Veronica Varlow
- Dita Von Teese